# Capitan Mutanda
Capitan Mutanda è una serie di libri per ragazzi dello scrittore statunitense Dav Pilkey pubblicata a partire dal 1997.
La serie è composta da 12 libri e ha vinto il Disney Adventures Kids Choice Award nel 2007. È stata tradotta in circa 20 lingue con più di 70 milioni di copie vendute nel mondo, di cui oltre 50 milioni solo negli Stati Uniti.
Nel 2013 e 2014 la serie è entrata nell'elenco dei 10 libri più "proibiti" d'America, consacrati dall'American Library Association in compagnia di bestseller come Hunger Games e Harry Potter, e in cui negli anni sono entrati tutti i più grandi capolavori della letteratura statunitense.
La casa di produzione cinematografica DreamWorks Animation ha prodotto un lungometraggio animato tratto dalla serie, uscito nelle sale italiane il 1º novembre 2017.
Capitan Mutanda, insieme alla serie Diario di una schiappa di Jeff Kinney, detiene il primato dei libri più apprezzati dai ragazzini che leggono meno, tanto che Dav Pilkey e Jeff Kinney sono stati protagonisti di una campagna congiunta di promozione alla lettura in cui hanno incontrato migliaia di studenti nelle scuole e creato una storia insieme.
Il suo autore, Dav Pilkey è stato scelto come testimonial della campagna di promozione alla lettura lanciata da Scholastic nel 2015 Open a world of possible.

## Romanzi
- Le mitiche avventure di Capitan Mutanda (The Adventures of Captain Underpants, 1997) pubblicato anche con le illustrazioni a colori nel 2015.
- Capitan Mutanda contro i gabinetti parlanti (Captain Underpants and the Attack of the Talking Toilets, 1999)
- Capitan Mutanda contro i malefici zombi babbei (Captain Underpants and the Invasion of the Incredibly Naughty Cafeteria Ladies from Outer Space (and the Subsequent Assault of the Equally Evil Lunchroom Zombie Nerds, 1999)
- Capitan Mutanda e il ritorno del professor Pannolino (Captain Underpants and the Perilous Plot of Professor Poopypants, 2000)
- I mitici giochi di Capitan Mutanda (2002)
- Le avventure di Bambino Superpannolino (2002)
- Capitan Mutanda e la vendetta della superprof (2002)
- Capitan Mutanda contro il Principe delle caccole (2004-2005) - Parte I e Parte II
- Capitan Mutanda e la rivincita degli ultranonni (2008)
- Capitan Mutanda e il ritorno del professore Chiappone (2018)
- Capitan Mutanda contro i puzzolenti robo-boxer (2019)
- Capitan Mutanda e la virulenta vendetta del turbo gabinetto 2000 (2022)
- Capitan Mutanda e le pestilenziali peripezie del Professor Puzzolentone (2023)

## Trama
Capitan Mutanda (Captain Underpants nell'originale) è un supereroe ideato da George Beard e Harold Hutchins (nelle prime edizioni italiane erano chiamati Giorgio Giorgi e Carlo de' Carlis), due bambini di 9-10 anni di Piqua, in Ohio. Si tratta sostanzialmente di una parodia dei supereroi in costume, che, oltre ad un tradizionale mantello rosso, indossa soltanto delle mutande, dalle quali tira fuori gli strampalati gadget che gli servono per combattere (ad es. la "Carta Igienica dei Diritti"), e lotta con i "poteri della mutanda". George e Harold ne fanno il protagonista di una loro divertente serie a fumetti, in cui prendono anche in giro gli insegnanti e studenti della scuola elementare che frequentano, la Stanlio e Ollio (nelle prime edizioni italiane si chiama Gabriele de' Amicis, mentre nell'originale è intitolata a Jerome Horwitz, un noto comico statunitense). Questi fumetti sono sparsi nei libri della serie. Oltre a ciò, i due amici combinano guai di ogni genere, attirandosi le ire del signor Grugno (Benjamin "Benny" Krupp nell'originale), il direttore della scuola. Nel primo episodio della serie perciò George e Harold ipnotizzano il signor Grugno con un anello 3D e gli fanno credere di essere lui stesso Capitan Mutanda. Il gioco sfugge ben presto di mano e, dopo diverse disavventure, i due ragazzini lo liberano dallo stato di trance versandogli dell'acqua fredda in testa. Non avevano però letto le avvertenze contenute nelle istruzioni sull'anello 3D, per cui d'ora innanzi il signor Grugno tornerà nello stato di trance ("ritrasformandosi" in Capitan Mutanda) ogni volta che sentirà uno schiocco delle dita. George e Harold saranno costretti a tenerlo d'occhio e seguirlo, nella speranza di scongiurare altri disastri.
Capitan Mutanda diventa quindi l'alter ego del signor Grugno, che ogni volta che si trasforma getta via i vestiti e il parrucchino, tenendosi solo le mutande e una tenda di poliestere rossa usata come mantello. Nel terzo episodio della serie, Capitan Mutanda contro i malefici zombi babbei, Grugno ingerisce del "Super succo", sottratto a degli alieni che intendevano conquistare la Terra, e grazie ad esso acquisisce dei nuovi poteri, come la superforza e la capacità di volare.

## Effetti speciali
I libri della serie di Capitan Mutanda sono pieni di invenzioni ipertestuali e di riferimenti continui al lettore. Tra gli effetti speciali ricordiamo il Flip-o-Rama, ovvero pagine che diventano animazioni se sfogliate velocemente dal lettore, procedimento che l'autore consiglia di accompagnare a rumori personalizzati dal vivo.

## Citazioni
- Nella quarta puntata della terza stagione della serie televisiva Castle - Detective tra le righe, Ryan cita "Captain Underpants" come serie di libri preferita di suo nipote.